# Universitätsmedizin Rostock
Die Universitätsmedizin Rostock ist in der Region Mittleres Mecklenburg für die medizinische Maximalversorgung verantwortlich und der Universität Rostock angegliedert.

## Standort
Die Universitätsmedizin befindet sich an mehreren Standorten in der Hansestadt Rostock: Campus Schillingallee, Anatomie, Physiologie und Nuklearmedizin in der Gertrudenstraße, Hals-Nasen-Ohrenklinik, Augenklinik und Orthopädie in der Doberaner Straße, Zentrum für Nervenheilkunde in Gehlsdorf, Universitätsfrauenklinik und Strahlenklinik in der Südstadt.

## Geschichte
Die 1419 gegründete Universität Rostock besaß im Unterschied zu einigen anderen im Spätmittelalter gegründeten deutschen Universitäten von Anfang an eine Medizinische Fakultät mit einer entsprechenden klinischen Einrichtung. Als die Hochschule nach zwischenzeitlichem Niedergang im 19. Jahrhundert einen erneuten Aufschwung erlebte und modernisiert wurde, gründeten Carl Friedrich Strempel und Viktor Schilling das heutige Universitätsklinikum. Johannes Reinmöller war der Pionier der Mund-, Kiefer- und Gesichtschirurgie in Rostock, Otto Körner besetzte den ersten Lehrstuhl für Hals-Nasen-Ohrenheilkunde in Deutschland.
Unter Leitung des MDV der DDR führten Oberärzte der Rostocker Universitätskliniken das für Patienten aus der Berufsgruppe der Seeleute bedeutsame Medico-Gespräch.
Vom 1. Januar 2006 bis zum 31. Dezember 2011 war das Universitätsklinikum Rostock zeitweilig wirtschaftlich und rechtlich selbständig in einer rechtsfähigen Anstalt des öffentlichen Rechts organisiert. Durch Änderungen im Landeshochschulgesetz vom 30. September 2010 wurde zum 1. Januar 2012 die Teilkörperschaft Universitätsmedizin Rostock, nun wieder unter dem Dach der Universität Rostock, gegründet. Ihr gehören das Universitätsklinikum und die Medizinische Fakultät an.
Heute sind in der Universitätsmedizin Rostock mehr als 80 Professoren tätig. Es werden jährlich über 1900 Studenten in Medizin, Zahnmedizin, Medizinischer Biotechnologie und Hebammenwissenschaft ausgebildet. Die Universitätsmedizin Rostock gliedert sich in 30 Kliniken und Polikliniken/Abteilungen sowie 19 Institute (Stand: 2021). Das Klinikum zählt mit über 1100 Betten zu den größten medizinischen Einrichtungen des Landes Mecklenburg-Vorpommern.

## Einrichtungen

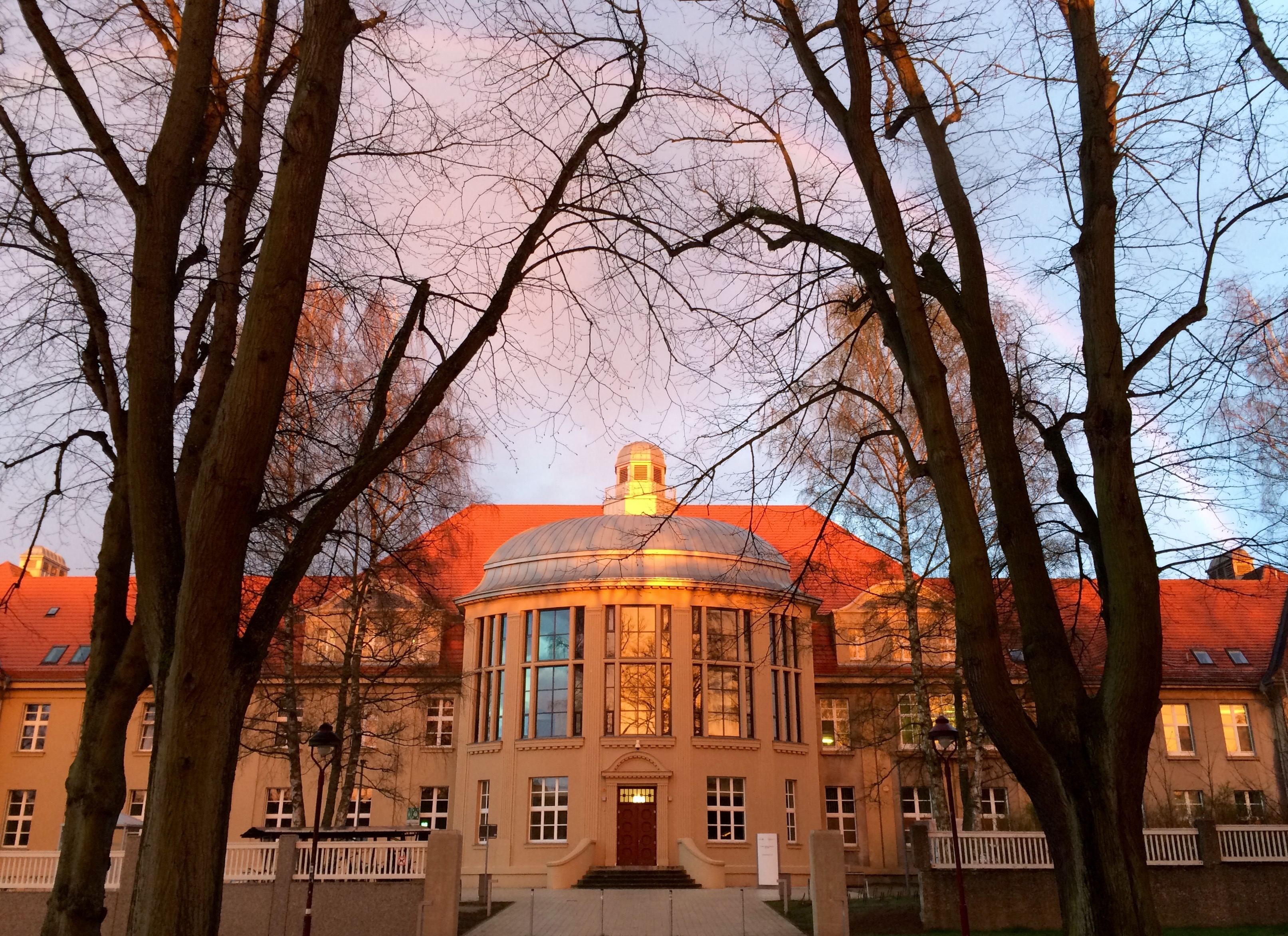
Universitätsmedizin Rostock, Hörsaal der Chirurgie

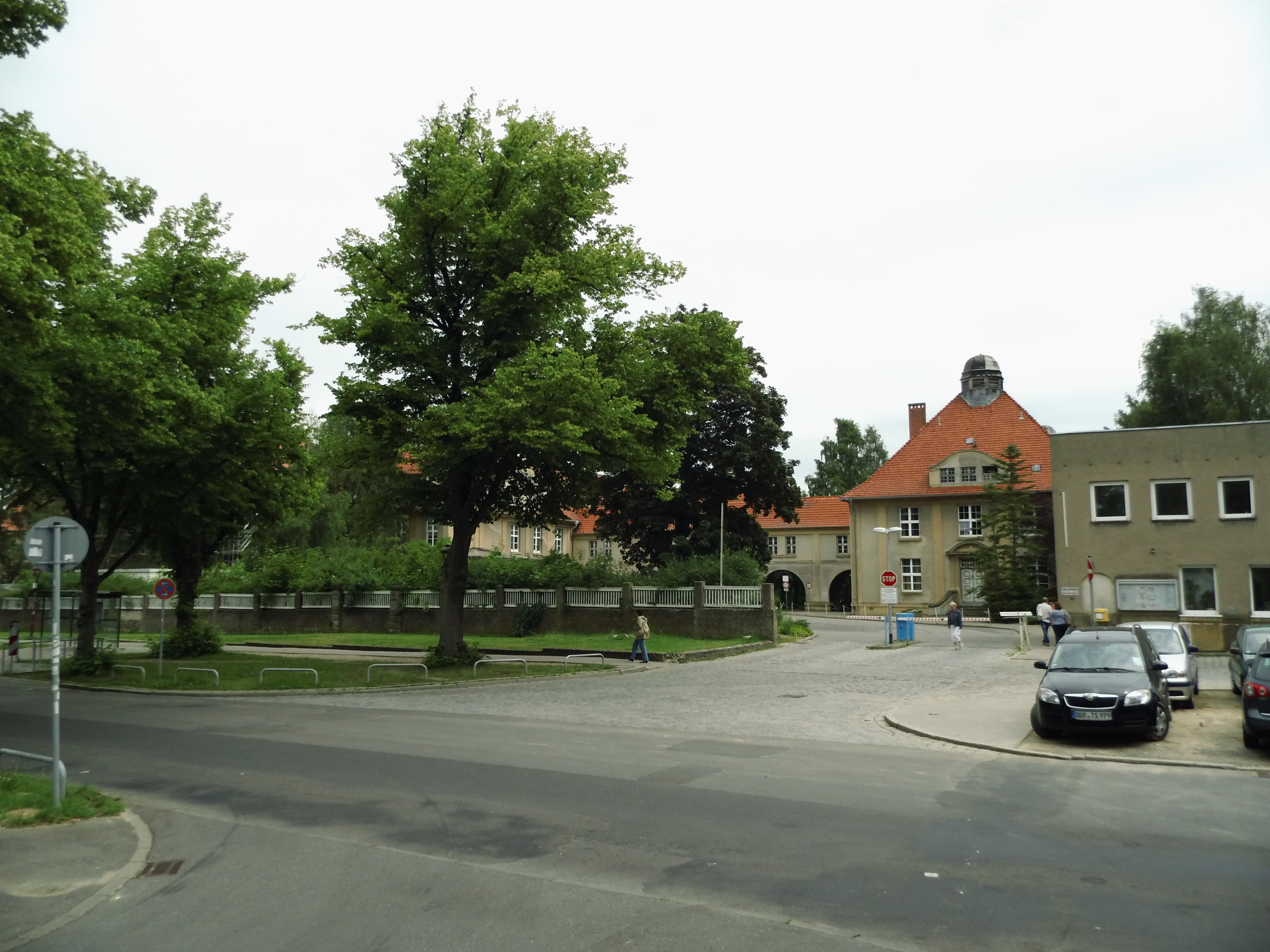
Früherer Klinik-Eingang in der Schillingallee vor den Umbauarbeiten.

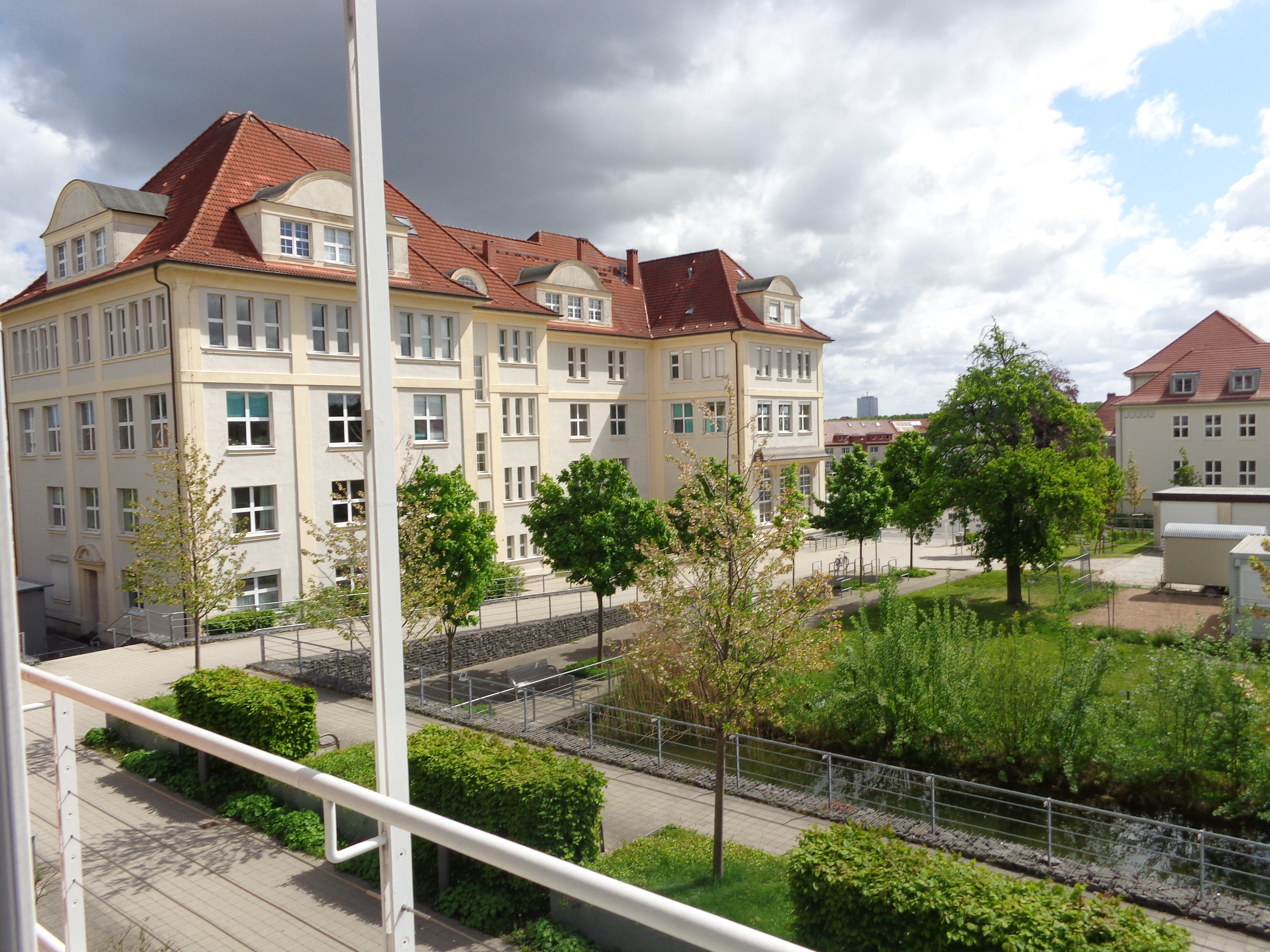
Institut für Pathologie (links), Zahnklinik (rechts)

Das Universitätsklinikum besteht aus folgenden Einrichtungen:
- Klinik und Poliklinik für Chirurgie (einschließlich des POZ)
- Klinik und Poliklinik für Anästhesiologie und Intensivtherapie
- Zentrum für Innere Medizin
  - Medizinische Klinik I – Kardiologie, Pneumologie, Interdisziplinäre Internistische Intensivtherapiestation
  - Medizinische Klinik II – Endokrinologie, Gastroenterologie, Infektiologie, Nephrologie, Tropenmedizin
  - Medizinische Klinik III – Hämatologie, Onkologie, Palliativmedizin
  - Lehrstuhl für Naturheilkunde
- Kinder- und Jugendklinik
- Klinik und Polikliniken für Zahn-, Mund- und Kieferheilkunde
  - Klinik und Poliklinik für Mund-, Kiefer- und Plastische Gesichtschirurgie
  - Poliklinik für Zahnärztliche Prothetik und Werkstoffkunde
  - Poliklinik für Zahnerhaltung und Parodontologie
  - Poliklinik für Kieferorthopädie
- Klinik und Poliklinik für Hals-Nasen-Ohrenheilkunde Kopf- und Halschirurgie „Otto Körner“
- Augenklinik und Poliklinik
- Orthopädische Klinik
- Zentrum für Nervenheilkunde mit
  - Klinik für Neurologie
  - Klinik für Psychiatrie und Psychotherapie
  - Klinik für Psychosomatik und Psychotherapeutische Medizin
  - Klinik für Psychiatrie, Neurologie, Psychosomatik und Psychotherapie im Kindes- und Jugendalter
  - Klinik für Forensische Psychiatrie
- Klinik und Poliklinik für Strahlentherapie – Zentrum für Radiologie
- Klinik und Poliklinik für Nuklearmedizin – Zentrum für Radiologie
- Klinik und Poliklinik für Dermatologie und Venerologie
- Institut für Biomedizinische Technik
- Institut für Klinische Chemie und Laboratoriumsmedizin (ILAB)/Zentrallabor
- Institut für Medizinische Mikrobiologie, Virologie und Hygiene

Im Perioperativen Zentrum (POZ) Rostock werden die Patienten während der prä-, intra- und postoperativen Phase im Rahmen einer Operation oder eines sonstigen belastenden Eingriffs ärztlich und pflegerisch versorgt und betreut. Das Ziel des POZ ist es, durch koordinierte und gezielte Nutzung aller im Zentrum integrierten Struktureinheiten bzw. benachbart liegenden Ambulanzen, die Zeit vor und nach der Operation so ergebnisorientiert wie nur möglich zu gestalten, um einen stationären Aufenthalt so kurz wie möglich zu halten.
Im Perioperativen Zentrum sind folgende Struktureinheiten untergebracht:
- die Klinik und Poliklinik für Chirurgie mit den Abteilungen für
  - Allgemeine, Thorax-, Gefäß- und Transplantationschirurgie
  - Unfall- und Wiederherstellungschirurgie
  - Neurochirurgie und
  - Kinderchirurgie
- die Klinik und Poliklinik für Anästhesiologie und Intensivtherapie
- die Klinik und Poliklinik für Herzchirurgie
- die Orthopädische Klinik und Poliklinik und
- das Institut für Diagnostische und Interventionelle Radiologie – Zentrum für Radiologie.

Die Universitätsmedizin Rostock verfügt über folgende Zentren
- das Universitäre Herzzentrum
- das Onkologische Zentrum, das als erstes universitäres in Mecklenburg-Vorpommern zertifiziert wurde
- das Transplantationszentrum
- das Zentrum für Medizinische Forschung
- das Zentrum für Radiologie
- das Zentrum für Innere Medizin
- das Zentrum für Nervenheilkunde

und ist zusammen mit der Universitätsmedizin Greifswald Partnerstandort des Deutschen Zentrums für Neurodegenerative Erkrankungen.
Weitere Institute bestehen:
- Allgemeinmedizin
- Anatomie
- Biostatistik und Informatik in Medizin und Alternsforschung
- Diagnostische und Interventionelle Radiologie, Kinder- und Neuroradiologie
- Elektronenmikroskopisches Zentrum
- Experimentelle Chirurgie
- Experimentelle Gentherapie und Tumorforschung
- Geschichte der Medizin
- Gesundheitswissenschaften
- Immunologie
- Klinische Chemie und Laboratoriumsmedizin
- Medizinische Biochemie und Molekularbiologie
- Medizinische Biologie
- Medizinische Genetik
- Medizinische Mikrobiologie, Virologie und Hygiene
- Medizinische Psychologie und Medizinische Soziologie
- Pathologie
- Pharmakologie und Toxikologie
- Physiologie
- Präventivmedizin
- Proteomforschung
- Rechtsmedizin
- Sektion für Translationale Neurodegeneration "Albrecht-Kossel"
- Transfusionsmedizin
- Zellbiologie